# Alexandra Botez
Alexandra Valeria Botez (* 24. září 1995) je americko-kanadská šachistka a komentátorka, streamerka na Twitchi a youtuberka. Jako šachistka se stala pětinásobnou kanadskou národní šampionkou dívek a v 15 letech vyhrála americké národní mistrovství dívek. V březnu 2016 dosáhla svého nejvyššího ratingu FIDE Elo 2092 a v současné době je držitelkou titulu Mezinárodní šachové federace Woman FIDE Master.
Botez začala streamovat šachovou tematiku v roce 2016, když studovala na Stanfordově univerzitě, přičemž uvedla, že při jejím prvním streamu většinu diváků nezajímaly šachy, ale její vzhled. Spolu se svou mladší sestrou Andreou Botez nyní spravuje kanály BotezLive na Twitchi a YouTube, které sleduje více než 1 milion uživatelů.
Botez veřejně popisuje své zkušenosti se sexismem a misogynií v turnajovém šachu a zasazuje se o větší genderovou diverzitu. Jako významná ženská šachová osobnost byla zvolena do správní rady Nadace Zsuzsy Polgár, jejímž cílem je propagovat šachy se vším jejich vzdělávacím, společenským a soutěžním přínosem po celých Spojených státech, a to mezi mladými lidmi všech věkových kategorií, zejména mezi dívkami.

## Mládí avzdělání
Botez pochází z rodiny rumunských přistěhovalců. Ačkoli se narodila v Dallasu v Texasu, vyrůstala ve Vancouveru v Britské Kolumbii v Kanadě. Se šachy ji seznámil její otec a začal ji trénovat, když jí bylo šest let. Nakonec se stala členkou šachového klubu Golden Knights v Rumunském komunitním centru, kde ji trénoval šachový mistr Valer Eugen Demian.

## Kariéra

### Šachy
V roce 2004, když jí bylo osm let, vyhrála Botez své první kanadské mistrovství v dětské kategorii. V roce 2010 se stala členkou kanadského národního týmu a získala další čtyři tituly kanadské mládežnické reprezentace. Po přestěhování zpět do Spojených států v patnácti letech vyhrála Botez americké dívčí mistrovství a dvakrát reprezentovala stát Oregon na SPF Girls' Invitational. V roce 2013 získala Botezová titul mistryně FIDE.
Po studiu na střední škole v Oregonu získala Botez plné šachové stipendium na Texaské univerzitě v Dallasu. Rozhodla se však dát přednost akademickému vzdělání a zvolila studium mezinárodních vztahů se zaměřením na Čínu na Stanfordově univerzitě. Ve druhém ročníku v roce 2014 se Botez stala po Cindy Tsai druhou prezidentkou šachového klubu Stanfordovy univerzity. Studium absolvovala v roce 2017.
Kromě šachové kariéry Botez krátce působila jako šachová komentátorka. Spolu s Danielem Renschem, Annou Rudolf a Robertem Hessem komentovala finále PRO Chess League 2018 a 2019, nejpopulárnějšího šachového mistrovství družstev.
K dubnu 2021 má Botez rating FIDE Elo 2020 ve standardním šachu a 2059 v rapid šachu, což ji řadí do první desítky kanadských hráček.

### Streamování
V roce 2016 začala Botez během svého prvního ročníku na Stanfordově univerzitě streamovat šachový obsah na Twitchi. Její kanál si rychle získal popularitu a v roce 2020 se k ní připojila její mladší sestra Andrea Botez. Společně provozují kanály BotezLive na Twitchi a YouTube, které dohromady nasbíraly více než 2 700 000 sledujících. Sestry na této platformě často spolupracují s dalšími šachovými streamery, jako jsou Hikaru Nakamura a Qiyu Zhou. Ačkoli na svém kanálu na Twitchi vysílají především šachový obsah, streamují téměř výhradně v kategorii „Just Chatting“ a odmítají využívat kategorii „Chess“ na platformě. I o tom Hikaru Nakamura v minulosti hovořil jako o něčem, co „poškozuje šachovou komunitu“.
Popularita Botezové při streamování jí pomohla stát se jednou z nejznámějších tváří platformy Chess.com. V reakci na to, že je Botezová významnou šachistkou, ji mainstreamová média často přirovnávají k fiktivní Beth Harmon, hlavní hrdince seriálu Dámský gambit.